# Scott Thompson
Pour les articles homonymes, voir Scott Thompson (homonymie).
Scott Thompson est un acteur et scénariste canadien né le 12 juin 1959 à North Bay, en Ontario.

## Biographie
En 1984, Scott Thompson devient membre de The Kids in the Hall. La série de sketchs comiques éponyme de cette troupe est diffusée dès 1989 sur CBC au Canada ainsi que sur HBO puis sur CBC aux États-Unis. Ouvertement gay, Thompson devient surtout connu dans la série pour ses monologues dans le personnage de l' « alpha queen » mondaine Buddy Cole, ainsi que pour d'autres personnages dont la reine Élisabeth II.
Il a été nommé pour trois Primetime Emmy Awards. Il remporte plusieurs Prix Gemini ainsi que le Canadian Comedy Awards (en) en 2014 pour But I'm Chris Jericho!.

## Filmographie

### comme acteur
- 1980 : Cheech & Chong's Next Movie
- 1985 : Head Office : l'homme à l'extérieur de l'immeuble de bureaux
- 1988 : Hot Paint (TV)
- 1988 : The Kids in the Hall (série télévisée) : plusieurs personnages
- 1989 : Day One (TV) : chimiste
- 1989 : Millenium : contrôleur
- 1993 : Super 8-1/2, une biographie édifiante (Super 8-1/2) : Buddy Cole
- 1995 : The Larry Sanders Show (TV) : Brian
- 1996 : Kids in the Hall: Brain Candy : Baxter / Mrs. Hurdicure / Wally Terzinsky / Malek / Big Stummies scientist / The Queen / Raj / Clemptor
- 1997 : Hijacking Hollywood : Russell
- 1997 : Hayseed
- 1998 : Les Chroniques de San Francisco II (More Tales of the City) (feuilleton TV) : Arlington Luce
- 1999 : Mickey les yeux bleus (Mickey Blue Eyes) : agent du FBI Lewis
- 2001 : Les Chroniques de San Francisco (Further Tales of the City) (feuilleton TV) : Arlington Luce
- 2001 : Tart : Kenny
- 2002 : Kids in the Hall: Tour of Duty (vidéo) : plusieurs personnages
- 2002 : The Red Sneakers (TV) : Aldo
- 2003 : Nobody Knows Anything! : mécanicien
- 2004 : Papas chéris (en) (My Baby's Daddy) : caissier
- 2004 : Ham & Cheese : Floyd
- 2004 : Prom Queen (Prom Queen: The Marc Hall Story) (TV) : Lonnie Winn
- 2004 : Stunt C*cks : Col. Wolfgang Vanderheath
- 2005 : Baby-Sittor (The Pacifier) : directeur
- 2005 : First Comes Love (série télévisée) : lui-même
- 2005 : Burnt Toast (TV) : Tim
- 2006 : Another Gay Movie : Mr. Wilson
- 2008 : Another Gay Movie 2 : Mr. Wilson
- 2013 : But I'm Chris Jericho! (série télévisée) : AJ Mirkin
- 2013 : Hannibal (série télévisée) : Jimmy Price
- 2019 : Un Noël cinq étoiles : Jean-Luc

### comme scénariste
- 1996 : Kids in the Hall: Brain Candy
- 1999 : Pulp Comics: Scott Thompson (TV)
- 2000 : Uncle Saddam
- 2002 : Kids in the Hall: Tour of Duty (vidéo)

### Doublage
- 2000 : Psyko Ferret : Gloria Veinous
- 2000 : Happily Ever After: Fairy Tales for Every Child, épisode The Frog Princess : prince Rip / lapin
- 2002-04 : RoboRoach : Rube
- 2003 : Lilo et Stitch, la série : Pleakley's Mother / Mrs. Pleakley
- 2003-18 : Les Simpson : Grady
- 2004 : Aqua Teen Hunger Force : Dusty Gozongas
- 2006 : Buddy's : Buddy Cole
- 2013 : Faut pas rêver : The Queen
- 2015 : SuperMansion : Kid Victory
- 2017 : American Dad! : Henchman
- 2022 : Back Home Again : Principal Alters

### Films d'animation
- 2025 : Une nuit au zoo : Ash (voix)